# Walter Steinhauser
Walter Steinhauser (* 7. Februar 1885 in Wien, Österreich-Ungarn; † 3. August 1980 ebenda) war ein österreichischer Germanist und Hochschullehrer.

## Leben
Walter Steinhauser wurde als Sohn eines Juristen und Gutsbesitzers geboren. Nach Privatunterricht 1891–1895 und einem anschließenden Jahr an der Städtischen Volksschule für Knaben besuchte er 1896–1904 das Schottengymnasium in Wien. Nach der Matura 1904 war er ein Jahr Freiwilliger im Feldkanonenregiment 4 in Wien.
Ab 1905 studierte er an der Universität Wien Germanistik bei Joseph Seemüller und Rudolf Much, Indogermanische Sprachwissenschaft bei Paul Kretschmer sowie Philosophie. 1906 wurde er Leutnant der Reserve, 1911 promovierte er mit einer Untersuchung zu seinem Heimatdialekt bei Seemüller zum Dr. phil. Anschließend unternahm er gemeinsam mit seinem Kommilitonen Anton Pfalz im Auftrag der Wörterbuchkommission Studienreisen in die Schweiz, wo sie auch die Kanzleien des Schweizer Idiotikons besuchten. Auch widmete Steinhauser sich 1911/1912 in München musikalischen Studien. Ab 1912 bis 1935 war er Assistent an der Wörterbuchkanzlei (heute Institut für Österreichische Dialekt- und Namenlexika der Österreichischen Akademie der Wissenschaften), übrigens gemeinsam mit seinem Studienkollegen Anton Pfalz. 1914–1918 nahm Steinhauser am Ersten Weltkrieg teil, an dessen Ende er Hauptmann war. 1919 trat er der Deutschen nationalsozialistischen Arbeiterpartei Österreichs bei, gehörte bis 1932 der Großdeutschen Volkspartei an und trat schon am 1. April 1932 der NSDAP bei (Mitgliedsnummer 903.187), und er hatte diese Mitgliedschaft auch durch die Verbotszeit hindurch beibehalten. 1933 trat er in den Nationalsozialistischen Lehrerbund ein. Steinhauser war auch Mitglied des Deutschen Schulvereins Südmark.
Steinhauser habilitierte sich 1927 mit einer Untersuchung zu Ortsnamen an der Universität Wien bei Rudolf Much für Germanische Sprachgeschichte und Altertumskunde und lehrte anschließend als Privatdozent bis 1935 an der Universität Wien. Während des Austrofaschismus trat er 1934 in die Vaterländische Front ein. 1935 wurde er der Nachfolger seines Lehrers Rudolf Much auf dessen Lehrstuhl an der Universität Wien. 1940 wurde er korrespondierendes Mitglied der Österreichischen Akademie der Wissenschaften. 1942 erhielt er das Silberne Treuedienstehrenzeichen für 25-jährige treue Dienste am Land oder Reich. Im April 1945 wurde Steinhauser zu einem Volkssturmbataillon nach Trentschin einberufen.
Aufgrund seiner Mitgliedschaft in der NSDAP wurde Steinhauser nach dem Ende des Zweiten Weltkriegs 1945 entlassen. 1947 wurde er als Minderbelasteter eingestuft, gleichzeitig wurde seine Entlassung aufgehoben, und er wurde in den Ruhestand versetzt. Als Minderbelasteter durfte Steinhauser eigentlich die Universität nicht betreten, doch wurde ihm Zutritt zu den Sammlungen und Bibliotheken gewährt. Steinhauser war ein langes Forschen bis ins 93. Lebensjahr gegönnt. Er wurde am Wiener Zentralfriedhof bestattet.

## Verhältnis zum Nationalsozialismus
Manche Forscher sind der Auffassung, Steinhauser sei viel zu sehr bürgerlich gebunden gewesen, um die nationalsozialistischen Ideologien in seine wissenschaftliche Arbeit einfließen zu lassen. Andere glauben, dass Steinhauser politisch eher uninteressiert war und, den Nationalsozialismus sozusagen als eine Spielform des Zeitgeistes ansehend, den Weg des geringsten Widerstandes ging.
Es kann jedoch konstatiert werden, dass Steinhauser in einer Beurteilung durch NS-Dozentenbundführer Arthur Marchet und seinen nahen Bekannten Anton Pfalz als zuverlässig, treu und opferwillig beschrieben wurde, eine Kampfnatur wurde ihm aber nicht zugeschrieben. Ebenfalls fest steht, dass Steinhauser in seinen Arbeiten zumindest schon seit 1929 völkisches Gedankengut zum ‚deutschen Wesen‘ verbreitete. In der Annahme gewisser Eigenschaften einzelner Nationen besteht in Steinhausers Schriften von 1929 bis in die NS-Zeit Kontinuität, mit dem Unterschied, dass zunächst nur die positiven Züge der Deutschen betont wurden und zwölf Jahre später zusätzlich an anderen Völkern Kritik geübt wurde. Die Annäherung an NS-Ideologeme ist hier außerordentlich deutlich.
Zusammenfassend kann gesagt werden, dass vor allem für Steinhausers Publikationen ab 1938 eine Tendenz in die nationalsozialistische Richtung nicht zu übersehen ist, die in Ansätzen auch in früheren Publikationen festgestellt werden kann. Doch sind die Grundlagen der wissenschaftlichen Methodik bei Steinhauser von jeglichem Zusammenhang mit der ‚NS-Wissenschaft‘ zu trennen. Seine Arbeit konnte deshalb in dieser Form auch nach dem Krieg weiterbetrieben und veröffentlicht werden, ohne beanstandet zu werden.

## Veröffentlichungen
- Beiträge zur Kunde der bairisch-österreichischen Mundarten 1. Textproben: 2. Wortkundliches. Beiträge zur Kunde der bayerisch-österreichischen Mundarten. Verlag der Akademie der Wissenschaften, Wien 1922.
- Die Entwicklung des ahd. uo im Bairischen und A. Dachlers Frankenhypothese. Holzhausen, Wien 1926.
- Die genetivischen Ortsnamen in Österreich. Hölder-Pichler-Tempsky, Wien 1927.
- Ortsnamenforschung und Schallanalyse mit Rücksicht auf Pircheggers Buch „Die slavischen Ortsnamen im Mürzgebiet“. Weidmann, Berlin 1928.
- Das Illyrertum der Naristen. Wien 1932.
- Zur Herkunft, Bildungsweise und siedlungsgeschichtlichen Bedeutung der niederösterreichischen Orts- und Flurnamen. Wien 1932.
- Flussnamen und Volkstum in der deutschen Ostmark. Paris 1938.
- Altgermanisches im Irentum. Holzhausen, Wien 1940.
- Die Bedeutung der Ortsnamen in Niederdonau. 1. Altgau. St. Pöltner Zeitungs-Verlags-Gesellschaft, St. Pölten 1941.
- Die Bedeutung der Ortsnamen in Niederdonau. 2. Nordburgenland. St. Pöltner Zeitungs-Verlags-Gesellschaft, St. Pölten 1941.
- Nordburgenland. St. Pöltner Zeitungs-Verlags-Gesellschaft, St. Pölten 1941.
- Kultische Stammesnamen in Ostgermanien. Holzhausen, Wien 1950.
- Slawisches im Wienerischen (= Schriftenreihe des Vereines Muttersprache. Band 7). Verlag Notring der Wissenschaftlichen Verbände Österreichs, Wien 1962.
- Otto Gschwantler, Edith Marold, Walter Steinhauser (Hrsg.): Schriftenverzeichnis Walter Steinhauser. Dargebracht von Kollegen, Freunden und Schülern zum 85. Geburtstag. Berger, Wien 1970.
- Peter Wiesinger, Walter Steinhauser (Hrsg.): Sprache und Name in Österreich. Festschrift für Walter Steinhauser zum 95. Geburtstag. Braumüller, Wien 1980.